# Biskupi Rubiataba-Mozarlândia
Biskupi Rubiataba-Mozarlândia – biskupi diecezjalni prałatury terytorialnej Rubiataba, a od 1979 diecezji Rubiataba-Mozarlândia.

## Biskupi

### Biskupi diecezjalni
| Lata urzędowania | Biskup | Biskup                          | Uwagi                                                                                   |
| ---------------- | ------ | ------------------------------- | --------------------------------------------------------------------------------------- |
|                  |        | Juvenal Roriz CSsR              | prałat Rubiataba w latach 1966–1978, następnie arcybiskup metropolita Juiz de Fora      |
| 1979–2008        |        | José Carlos de Oliveira CSsR    | prałat Rubiataba-Mozarlândia w 1979, następnie biskup diecezjalny Rubiataba-Mozarlândia |
| 2008–2019        |        | Adair José Guimarães            | następnie biskup diecezjalny Formosy                                                    |
| od 2020          |        | Francisco Agamenilton Damascena |                                                                                         |